# Long Island
Long Island (literalmente Isla Larga) es una isla del estado de Nueva York. Tiene una longitud de 190 km desde el puerto de Nueva York hasta el extremo más oriental de la pequeña localidad de Montauk, y una superficie de 3567 km². Es la isla más grande de los Estados Unidos contiguos.
En términos geopolíticos, Long Island alberga 4 condados (counties) del estado de Nueva York, de oeste a este son Kings, Queens, Nassau y Suffolk. La ciudad de Nueva York alberga 2 de sus 5 distritos metropolitanos (boroughs), Brooklyn y Queens, en los 2 condados más occidentales, Kings y Queens, respectivamente. En términos coloquiales, cuando los neoyorquinos se refieren a Long Island mayoritariamente suelen referirse a los condados suburbanos orientales de Nassau y Suffolk, que no forman parte de la zona metropolitana de la ciudad de Nueva York.

## Geografía y clima

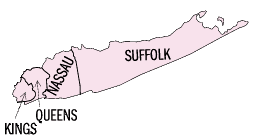
Los cuatro condados de Long Island. El condado de Kings alberga el borough de Brooklyn y el condado de Queens el borough de Queens (ambos pertenecientes a la Ciudad de Nueva York), a los que hay que sumar los condados de Nassau y Suffolk.

La isla está separada de los estados de Connecticut y Rhode Island por el canal de Long Island Sound. Al sur limita con las bahías de Great South Bay, South Oyster Bay, y Jamaica Bay, que son en realidad lagunas, y está protegida del océano Atlántico por una barrera de estrechas islas en cadena, la más notable de las cuales sea, posiblemente, Fire Island.
Al oeste, Brooklyn y Queens están separadas de Manhattan y del Bronx por el East River, y de Staten Island y de Nueva Jersey por las aguas del Upper New York Bay, una porción del New York Harbor.
Long Island se puede considerar la frontera geográfica entre el océano Atlántico y Nueva Inglaterra.
Long Island tiene veranos calientes y húmedos, e inviernos fríos. La nieve cae cada invierno, y en muchos inviernos una o más tormentas intensas, llamadas nor'easters, producen ventiscas que traen nevadas de entre 30 y 60 centímetros (1 y 2 pies) y vientos huracanados.
De hecho, la isla es algo vulnerable a los huracanes. Long Island fue golpeada por dos tormentas categoría 3 en 1938 y 1944, por el huracán Donna en 1960, el huracán Belle en 1976, el huracán Gloria en 1985, el huracán Bob en 1991 (que barrió la punta oriental), el huracán Floyd en 1999 y el huracán Sandy en 2012.

## Demografía
Según el Oficina del Censo de los Estados Unidos, en 2013 la población total de los cuatro condados de Long Island era de 7 775 020 personas. La porción correspondiente a la Ciudad de Nueva York del censo era de 4 868 951, con la población de Brooklyn en 2 592 149 y Queens en 2 339 802 residentes. La población combinada de los condados de Nassau y de Suffolk era de 2 906 069 personas.
Long Island tiene una presencia italoestadounidense sustancial, del orden del 28,8% de la población de Suffolk y el 23,9% de Nassau en fecha el censo 2000. 939 316 afroestadounidenses de Brooklyn explican el 38,1% de los residentes del condado de Kings. En el condado de Queens, la población afroestadounidense es de 486 197, el 21,8% de la población. Mientras que el porcentaje inferior al 10% de los residentes de Nassau y de Suffolk, se concentra en zonas concretas a lo largo de toda el área, principalmente en Hempstead, en Roosevelt, Freeport y Uniondale.
En el censo estadounidense de 2020, la población total de los cuatro condados de Long Island era 8.063.232, lo que representa el 40% de la población del estado de Nueva York. En 2020, la proporción de residentes de la ciudad de Nueva York (un total de 8.804.190) que vivían en Long Island había aumentado al 58,4%, teniendo en cuenta los 5.141.538 residentes que vivían en Brooklyn y Queens.

## Deporte
Los Brooklyn Dodgers de las Grandes Ligas de Béisbol jugaron en Brooklyn desde 1913 hasta 1957, tras lo cual cambiaron su sede a Los Ángeles. Queens es sede del equipo de béisbol de los New York Mets de las Grandes Ligas de Béisbol desde 1964. Originalmente jugaban de local en el Shea Stadium entre 1964, tras lo cual se instalaron en el Citi Field. Anteriormente, los New York Jets de fútbol americano jugaron en el Shea Stadium entre 1964 y 1983.
Los New York Nets / Brooklyn Nets de la NBA jugaron en el Island Garden de Hempstead desde 1969 hasta 1972, y el Nassau Veterans Memorial Coliseum de Uniondale desde 1972 hasta 1977, tras lo cual se mudaron a Nueva Jersey. El equipo retornó a Long Island en 2012, para instalarse en el Barclays Center de Brooklyn. Los New York Islanders de la National Hockey League jugaron en el Nassau Veterans Memorial Coliseum desde 1972 hasta 2015, para luego mudarse al Barclays Center.
En Queens se encuentra también el USTA Billie Jean King National Tennis Center, donde se juega el Abierto de Estados Unidos desde 1978.
El hipódromo de Belmont Park, situado en Hempstead, es sede de una de las principales carreras de caballos, el Belmont Stakes.
El campo de golf Bethpage Black Course, situado en Oyster Bay, ha albergado el Abierto de los Estados Unidos de 2002 y 2009, así como el Barclays de 2012 y 2016. Será sede del Campeonato de la PGA de 2019 y la Copa Ryder de 2024.